# Domahidy-hegy
Koordináták: é. sz. 47° 52′ 27″, k. h. 22° 39′ 06″47.874225°N 22.651792°E
A Domahidy-hegy Szamosangyaloson, a Domahidy kastély parkjában található.

## Története
Formáját és szerkezetét tekintve eleinte úgynevezett "motte" tipusú várnak gondolták, mivel alakja nagyon hasonlított az egykori földvárakra.
A hegyszerű építmény az újabb adatok szerint jégverem és borospincék céljából épült, ugyanis Szamosangyalos környékén a magas talajviz miatt mély pincéket nem lehetett építeni, ezért azokat a talajfelszinre hordott dombba építették bele.
A domb a helyiek visszaemlékezései szerint valamikor a 19. század második felében készülhetett, és az állítások szerint a földesúr élelemért hordatta össze a halmot.
A hordott halom 10 méter széles, 1-2 méter mély árokkal van körülvéve, melyen egykor felvonóhíd is volt, és az árkot egykor a Szamos látta el vízzel.
Az úgynevezett Domahidy-hegyet az elmondások szerint egykor az azt körülölelő halastó földjéből emelték.
Tetejére szerpentin ut vezet. A földvárszerű domb belsejében jégverem, téglával kirakott hatalmas pincék vannak. Tetején egykor lugas volt kialakítva, amely az uraság egykori nyári mulatozásainak helyszíne volt.